# جیلتون ریبریو
جیلتون ریبریو (به پرتغالی: Gilton Ribeiro) مدافع اهل برزیل است، که در شهر Campo Grande و در تاریخ ۲۵ مارس ۱۹۸۹ به دنیا آمده‌است.
جیلتون ریبریو در تیم‌های فوتبال Porto Alegre سابقهٔ حضور دارد.